# Polypedilum bullum
Polypedilum bullum är en tvåvingeart som beskrevs av Zhang och Wang 2004. Polypedilum bullum ingår i släktet Polypedilum och familjen fjädermyggor. Inga underarter finns listade i Catalogue of Life.